# スワンナプーム

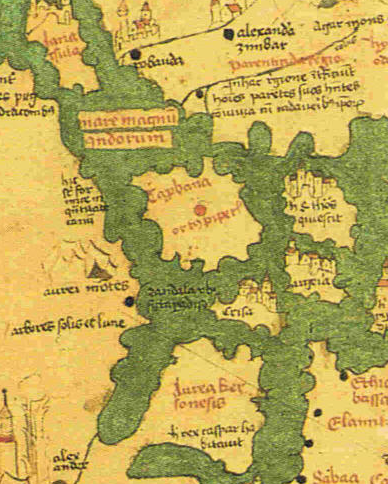
1448年頃のアンドレアス・ヴァルスペルガーの地図上の、インド洋のジャワの近くの黄金半島(Aurea Chersonesus)と近くの金島・銀島。

スヴァルナブーミあるいはスワンナプーム（サンスクリット: सुवर्णभूमि Suvarṇabhūmi, パーリ語: Suvaṇṇabhūmi, タイ語: สุวรรณภูมิ ）は、『マハーワンサ』、『ジャータカ』の一部の話、『ミリンダパンハ』と『ラーマーヤナ』などその多くの古代インドの文献と仏教の文献に現れる地名である。
アショーカ王碑文がこの名前に言及しているという一般的な誤解がある。実際には、碑文は王の名前だけに言及していて、本文でスヴァルナブーミに言及していない。さらに、本文で言及されているすべての王は、シンドの西に位置する地域の都市を統治していた。誤解は、『マハーワンサ』でアショーカ王がスヴァルナブーミに彼の仏教宣教師を送ったという話との混同に起因するかもしれない。   
その正確な位置は不明で議論は分かれているが、スヴァルナブーミはインド洋を通る交易路沿いの重要な港であり、バスラ、ウブラ、シーラーフの裕福な港から、マスカット、マラバール、セイロン、ニコバル、ケダを経由し、マラッカ海峡を通って伝説のスヴァルナブーミへと出航した。

## 歴史上の記述
スヴァルナブーミは「黄金の土地」を意味し、古代の文献ではそれを東南アジア各地のさまざまな場所の1つに関連付けた。 
スヴァルナブーミはまた、クラウディオス・プトレマイオス『地理学』でガンジス川の向こうのインドにある黄金島や、ギリシア・ローマの地理学者や航海者の記録にある黄金半島 (Golden Chersonese) の源であるかもしれない。『エリュトゥラー海案内記』は、「クリューセー」（黄金の土地）に言及して、「海に浮かぶ島であり、人が住む世界の東の果てで、昇る太陽の下にクリューセーがある。この国の向こうに（中略）ティナと呼ばれる非常に素晴らしい内陸都市がある。」と記述している。ディオニュシオス・ペリエゲテスは、「ちょうど太陽が昇るところにあるクリューセー（金）島」に言及している。
カエサレアのプリスキアヌスはディオニュシオス・ペリエゲテスのラテン語訳において、「あなたの船が（中略）昇る太陽がその暖かい光を取り戻す場所に連れて行くならば、肥沃な土地をもつ金の島を見るだろう。」と記している。アウィエニウスは、「スキタイの海が夜明けを生み出す」場所にある「Insula Aurea」（金島）に言及している。フラウィウス・ヨセフスは、「Aurea Chersonesus」について、『旧約聖書』のオフィルと同じ場所であり、そこからティルスとイスラエルの船がエルサレム神殿のために金を持ち帰ったと言っている。都市「ティナ」はプトレマイオスの『地理学』によって「大湾」（タイランド湾）の東岸にある国の首都であると説明されていた。

## 場所
スヴァルナブーミの場所は、学問的および民族主義的な議題の両方で多くの議論の対象となっている。それは今もアジアの歴史の中で最も神秘的で論争のある地名の一つである。学者たちは古代スヴァルナブーミの場所として2つの地域を特定した。東南アジアの島嶼部および南インドである。Saw Mra Aungは、スヴァルナブーミの位置に関するさまざまな文献資料の調査において、この問題について決定的な結論を出すことは不可能であり、徹底的な科学的調査によってのみ、いくつかのバージョンのスヴァルナブーミのうちどれがオリジナルであるかを明らかにできると結論づけた。
何人かはこの国が扶南国を指していると推測した。扶南の主要な港は「シナイのカッティガラ港」だった。 

### 東南アジア島嶼説

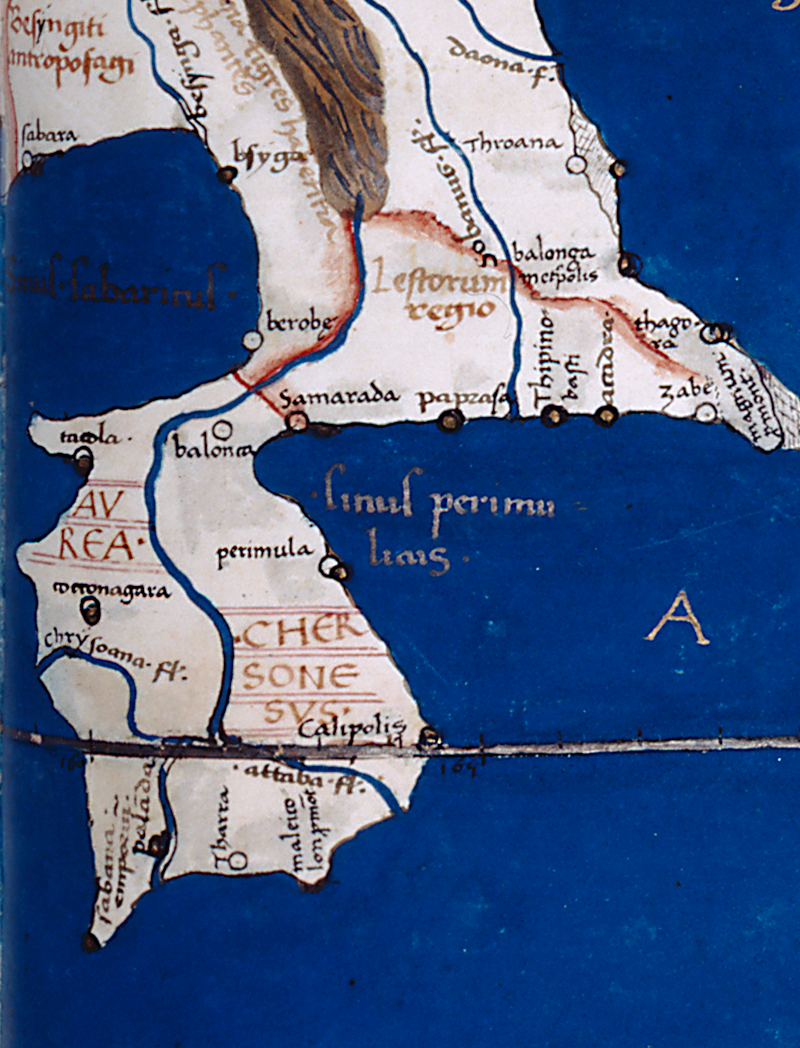
アジア地図の11枚目に見える黄金半島(Aurea Chersonesus)の拡大。ニコラウス・ゲルマヌスによる1467年のプトレマイオス『地理学』の地図の複製。黄金半島すなわちマレー半島を示す。水平線は赤道を表しているが、北回帰線からプトレマイオスの度数を使用して計算されているため、あまりにも北にずれて配置されている。

マレー半島を参照している最も強力で最も早い手がかりはクラウディウス・プトレマイオスの『地理学』で、そこでは黄金半島と呼ばれ、東南アジア内部に位置していることが明らかである。
スヴァルナブーミ（「金の土地」）という語は、ビルマ低地とマレー半島を含む東南アジア半島を指すと一般に考えられている。ただし、別の金と関係する地名スヴァルナドヴィーパ（Suvarṇadvīpa、「dvīpa」は半島または島のいずれかを指す場合があるため、金島または金半島を意味する）があり、インドネシア列島、特にスマトラに対応するかもしれない。どちらの語も、おそらくスマトラやジャワを中心とした、現在のインドネシアとマレーシアの沿岸または島の強力な王国を指すかもしれない。これは、バリマ山脈、スマトラ島、ボルネオ島の内陸のミナンカバウ高地で伝統的に知られている金産地に対応している。『サマラーイッチャ・カハー』という8世紀のインドの文献は、スヴァルナドヴィーパへの航海と、黄金に豊む砂からレンガを作り、「dharana」という名前を刻んでから焼くことについて説明している。これらは東南アジア島嶼部の西部、特にスマトラ、マレー半島、ボルネオ、ジャワの方向を示している。 
マラッカの狭い海峡の戦略的な位置から利益を得て、当時のインドを巡礼する中国人による曖昧な記述にもとづいて、島嶼理論は実際に金を産出する以外に海洋貿易のハブとして王国が力と富を持ち、したがって「金の土地」と呼ばれた可能性も主張した。中国とインドの間の海上貿易の中心はシュリーヴィジャヤ王国だった。しかしながら、漢字による表記の制約により、漢籍の歴史的情報源の解釈は、漢字とその音と古代東南アジア文明の既知の地名との対応にもとづく。ヘンドリック・ケルンは、スマトラ島が古代ヒンドゥー教の文献で言及されているスヴァルナドヴィーパであり、『エリュトゥラー海案内記』およびアウィエニウスの言及するクリューセー島だと結論付けた。 
初期の旅行記録の解釈は必ずしも容易ではない。860年と873年の中国へのジャワ大使は、ジャワを金に富んでいると述べているが、実際には金を埋蔵していない。ジャワ人は、おそらく隣接するスマトラ、マレー半島、またはボルネオから金を輸入しなければならなかっただろう。それらの土地で金は19世紀になっても採掘されていたし、古代の採掘現場のある土地でもある。ジャワに自身は金を埋蔵していなかったが、この文書では金細工師の存在について頻繁に言及しており、ウォノボヨの財宝 (Wonoboyo hoard) などの考古学的証拠から、この文化が大量の金属の輸入に依存して洗練された金の加工技術を発達させたことは明らかである。
1286年のパダン・ロコ碑文は、不空羂索観音像がジャンビ州の川であるバタン・ハリ川上流にあるダルマスラヤ (Dharmasraya) に運ばれたことを記述し、ブミ・ジャヴァ（ジャワ）からスヴァルナブーミ（スマトラ）へ運ばれ、ジャワ王クルタナガラの命令によって建てられたことを記している。碑文はスマトラがスヴァルナブーミであることを明確に示している。
フィリピンではスマトラよりも金が豊富であったという新しい証拠が実際にある。スペインの年代記者は、ブトゥアンに足を踏み入れたとき、金が非常に豊富で、家でさえ金で飾られていたと述べている。「クルミや卵の大きさの金の塊は、我々の船に来たその王の島では土をふるいにかけることによって発見される。その王自身が言うところによれば、その王の皿はすべて金でできており、家の一部も金でできている。（中略）彼は頭に絹の覆いをしており、耳には大きな金の耳飾りが2つ付いていた。（中略）彼の側には短剣があり、その柄は少し長く、すべて金でできていて、彫刻が施された木の鞘があった。彼はすべての歯に3つの金の斑点があり、彼の歯は金で縛られているように見えた。」。マゼランの航海中にブトゥアンのラージャ・シアグについてアントニオ・ピガフェッタが書いたところも同様である。ラージャ・シアグは、セブのラージャであるラージャ・フマボンの従兄弟でもあり、したがって2つのインド化された王国がヒンドゥーのクタイと同盟してマギンダナオとスルのイスラム教徒のスルタンに対抗したことを示唆している。
ブトゥアンは非常に宝物が豊富であり、博物館の学芸員であるフロリーナ・H・カピストラーノ＝ベイカーは、有名な西洋の海洋王国シュリーヴィジャヤよりもさらに豊かだったと述べている。「ブトゥアンで回収された金の財宝の驚くべき量と印象的な品質は、その繁栄した港の開拓が初期の東南アジア貿易で最近までほとんど認識されてこなかった役割を果たしたことを示唆している。驚くべきことに、ブトゥアンで発見された金の量は、よりよく知られているシュリーヴィジャヤ王国が位置していたと言われるスマトラで発見された金をはるかに上回っている。」しかし、ブトゥアンの金のほとんどは侵略者によって略奪されてしまった。

### バングラデシュ説
ラビンドラナート・タゴールの詩『我が黄金のベンガルよ』の通俗的解釈が、スヴァルナブーミが実際にベンガル中央部のショナルガオンに位置していたという主張の根拠になっている。いくつかのジャイナ教のテキストでは、アンガ国（ベンガルと隣りあう今のビハール州にあった国）の商人が定期的にスヴァルナブーミに航海したことを述べているが、古代のベンガルは実際にアンガの近くに位置し、ガンジス・ブラフマトラ・デルタの川によって接続されていた。古代インドおよび東南アジアの年代記でもベンガルは「航海国」として記述されており、ドラヴィダ人の諸王国、スリランカ、ジャワ、スマトラとの貿易関係を持っていた。シンハラ人の伝統では、スリランカの最初の王であるヴィジャヤシンハはベンガルの出身だったと伝える。さらに、この地域は一般的に金に関連付けられている。ベンガルの土壌は黄金色であり（ガンジス沖積平野）、黄金の収穫物（ 米 ）、黄金の果実（マンゴー）、黄金の鉱物（金と粘土）と黄色の肌の人々で知られている。ベンガルは古代のサンスクリット文献で「ガウダ・デーシャ」（「金の、あるいは輝く土地」）と記されている。ベンガル・スルターン朝とムガル帝国の時代、ベンガル中央部には「ショナルガオン 」（黄金の村）と呼ばれる繁栄した交易の町があり、大幹道で北インドとつながっていて、アラブ、ペルシャ、中国からイブン・バットゥータや鄭和を含む旅行者が頻繁に訪れた。今日でも、ベンガル人はしばしば自分の土地を「ショナル・バングラ」（黄金のベンガル）と呼び、タゴールの詩にもとづくバングラデシュの国歌『我が黄金のベンガルよ』（アマル・ショナル・バングラ）はこの理論を裏付けている。

### その他の伝統
歴史的証拠の欠如、学術的コンセンサスの欠如など、多くの要因により、東南アジアのさまざまな文化はスヴァルナブーミを自国の古代の王国と見なし、その継承者としての民族的および政治的子孫を主張している。アショーカ王碑文の翻訳と出版の前にはそのような主張や伝説は存在しなかったので、学者たちはこれらの主張を民族主義に基づくものか、東南アジア初の仏教国の称号を主張する試みと見なしている。

#### タイ説
タイでは、政府の声明と国立博物館はスワンナプーム（スヴァルナブーミ）はタイ中央平野の海岸地帯のどこか、とくにモン族のドヴァーラヴァティー王国の起源であったかもしれないウートーンの古代都市であったと主張している。この主張は歴史的記録に基づくものではなく、この地域における4,000年以上前にさかのぼる人間の居住地の考古学的証拠、および3世紀のローマの硬貨の発見に基づいている。タイ政府はこの伝統を祝して、神秘的なスワンナプーム王国にちなんで、新しいバンコク空港をスワンナプーム空港と命名した。しかし、この伝統はビルマの主張とともに学者によって疑われている。タイ族の東南アジアへの移住は、ピュー人、マレー人、モン人、クメール人がそれぞれの王国を樹立してから何百年も後になってはじめて起きた。現在の西部＝中央タイに位置するスパンブリー（サンスクリットのSuvarṇapura「金の都市」に由来）はモン・クメール族のドヴァーラヴァティー王国の都市として877年から882年の間に「ムアン・タワーラワディー・シー・スパンナプーミ」（ドヴァーラヴァティーの都市スヴァルナブーミ）として設立された。このことは当時ドヴァーラヴァティがスワンナプームと同定されていたことを示している。

#### カンボジア説
東南アジアにおけるインド化された文明の最も古い考古学的証拠は、ビルマ中央部、タイ中央部と南部、およびメコンデルタの下部で発見されている。これらの発見は、東南アジアで設立された最初の政治的中心であった、扶南国またはノコール・プノンの時代に属する。扶南国は現在のカンボジアおよびベトナム南部（ビルマ、タイ、ラオスの一部を含む）にあった。碑文および考古学的証拠を考慮すると、初期の文献で言及されたスヴァルナブーミは、これらの地域に同定されなければならない。これらの地域のうち、扶南だけがオケオの港を通じてインドと海上のつながりを持っていた。したがって、後世においてスヴァルナブーミはインド東部のすべての土地、特にスマトラに広く適用される総称になったが、最初はおそらく扶南を指していた。さらに中国名「扶南」は、「スヴァルナブーミ」の「スヴァルナ」の音写の可能性がある。
2017年12月、王立プノンペン大学のVong Sotheara博士は、 コンポンスプー州Basedth地区でアンコール王朝以前の石碑を発見した。碑文は暫定的に633年に刻まれたと推定される。彼によると、碑文は「スヴァルナブーミがクメール帝国であることを証明する」だろうという。碑文は以下のように翻訳される。「偉大なイーシャーナヴァルマン王は栄光と勇気に満ちている。彼は王の王であり、スヴァルナブーミを国境である海まで統治し、近隣諸国の王たちは彼らの頭に彼の支配を尊崇している。」

## ヨーロッパの発見の時代
金への渇望は、近代の初めの探検家に最も強力な刺激を与えた。彼らによって広大な地域が明らかにされていったにもかかわらず、東インド諸島で金銀島を探す試みは無駄に終わった。伝説によれば、金銀島では貴金属は地表から集められ、労力を使って地中から掘り出す必要はなかった。彼らの失敗にもかかわらず、その魅力的な像をあきらめることは困難であった。古い伝説やそれに基づいた地図で示されている地域で求めているものが見つからなかったとき、彼らはまだ未踏の地域でのより良い成功を望み、目的を達成するためのあらゆる手掛かりを得ようとした。
かくして地理の歴史は、金島と銀島が、いわば東に向かって動いていったことを示している。 マルコ・ポーロは、最も誇張された言葉で、世界のこの部分の端に位置するジパングの金の富について話し、それによって貴金属をどこで探したらよいかを指摘した。マルティン・ベハイムは、1492年の地球儀で、これらの地域で古代の金銀島を復活させた。
1519年に、 クリストヴァン・デ・メンドンサは、「スマトラの向こう」にあるとされる伝説の金島を探すように指示されたが発見できなかった。1587年、金島を発見するためにペドロ・デ・ウナムノ (Pedro de Unamuno) の率いる遠征隊がジパング（日本）の近くに派遣された。アントニオ・デ・エレラ・イ・トルデシリャスによると、1528年、アルバロ・デ・サアベドラ・セロンがフロリダ号に乗船してモルッカからメキシコへの航海中に大きな島に着き、彼はその島を「イスラ・デル・オロ」（金島）だと考えた。この島は同定されていないが、ニューギニア島北海岸にあるビアク島、マヌス島またはスハウテン諸島の1つであるようだ。